# The Common Law

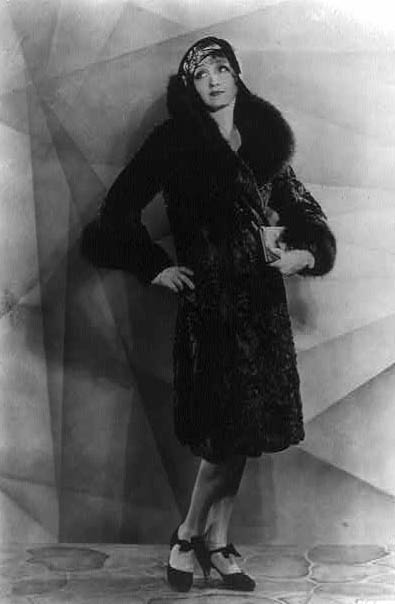
Influente e temida colunista de fofocas em Hollywood, Hedda Hopper também era atriz. Ela apareceu em mais de uma centena de filmes, entre eles The Common Law.

The Common Law é um filme estadunidense de 1931 do gênero drama romântico, dirigido por Paul L. Stein e estrelado por Constance Bennett e Joel McCrea. O filme foi um dos poucos sucessos da RKO no ano.
O roteiro, de John Farrow e Horace Jackson, é baseado no romance homônimo de Robert W. Chambers, publicado em 1911. O livro já havia sido filmado anteriormente em 1916 e em 1923, na era muda do cinema.

## Sinopse
Mulher à frente de seu tempo, Valerie divide um apartamento com Dick em Paris e aceita posar para John Neville, um artista à procura de seu lugar na Cidade Luz. Apaixonados, vivem às turras e têm de enfrentar as tentativas de sabotagem perpetradas por Dick, que também ama a jovem. Enquanto isso, em Nova Iorque, os pais de John ficam escandalizados quando descobrem o que ele anda aprontando na decadente Europa.

## Elenco
| Ator/Atriz        | Personagem       |
| ----------------- | ---------------- |
| Constance Bennett | Valerie West     |
| Joel McCrea       | John Neville Jr. |
| Lew Cody          | Dick Carmedon    |
| Robert Williams   | Sam              |
| Hedda Hopper      | Claire Collis    |
| Marion Shilling   | Stephanie Brown  |
| Walter Walker     | John Neville Sr. |
| Paul Ellis        | Querido          |
| Yola d'Avril      | Fifi             |